# Rossend Serra i Pagès
Rossend Serra i Pagès (Gràcia, 1 de març de 1863 – Barcelona, 1 de febrer de 1929) va ser un destacat folklorista català que desenvolupà la seva activitat des de finals del segle xix i durant tot el primer terç del segle xx.

## Fons personal
A la seva mort, el seu arxiu privat i la seva biblioteca van ser donats a l'Arxiu Històric de la Ciutat de Barcelona (AHCB), on avui dia es conserven amb el nom de Fons Serra i Pagès i conformen un dels fons de caràcter privat més voluminós que es conserven a l'Arxiu. Cal significar la importància de l'epistolari amb 2.664 cartes dels més de 7.400 documents que integren el conjunt del fons.

Procedents de la biblioteca privada de Serra i Pagès, integrada per 3.715 volums en diversos formats, destaquen, per exemple, la monumental obra de l'escriptor Giuseppe Pitrè (1843-1916) sobre el folklore sicilià Biblioteca delle tradizioni popolari siciliane, obra en 24 volums; la major part de l'obra de reconeguda vàlua científica de Robert Lehmann-Nitsche (1872-1938) sobre folklore universal i molt especialment argentí; les principals obres d'Arnold van Gennep (1873-1957) com la primera edició de Les rites de passage de 1909; de Sir J. G. Frazer (1854-1941); d'E. B. Tylor (1832-1917); d'Andrew Lang (1844-1912). Són nombroses les publicacions periòdiques antigues especialitzades com: Euskal esnalea, 1908-, Euskalerriaren Alde : revista de cultura vasca, 1911-1931, Revista Internacional de los Estudios Vascos (1907-1936), Rivista delle tradizioni popolari italiane / diretta da Angelo de Gubernatis (1893-94), Revue des traditions populaires: recueil mensuel de mythologie, littérature orale, ethnographie traditionnelle et art populaire (1886-1919), totes aquestes completes i d'altres, fins a 82 títols de revistes, incompletes.

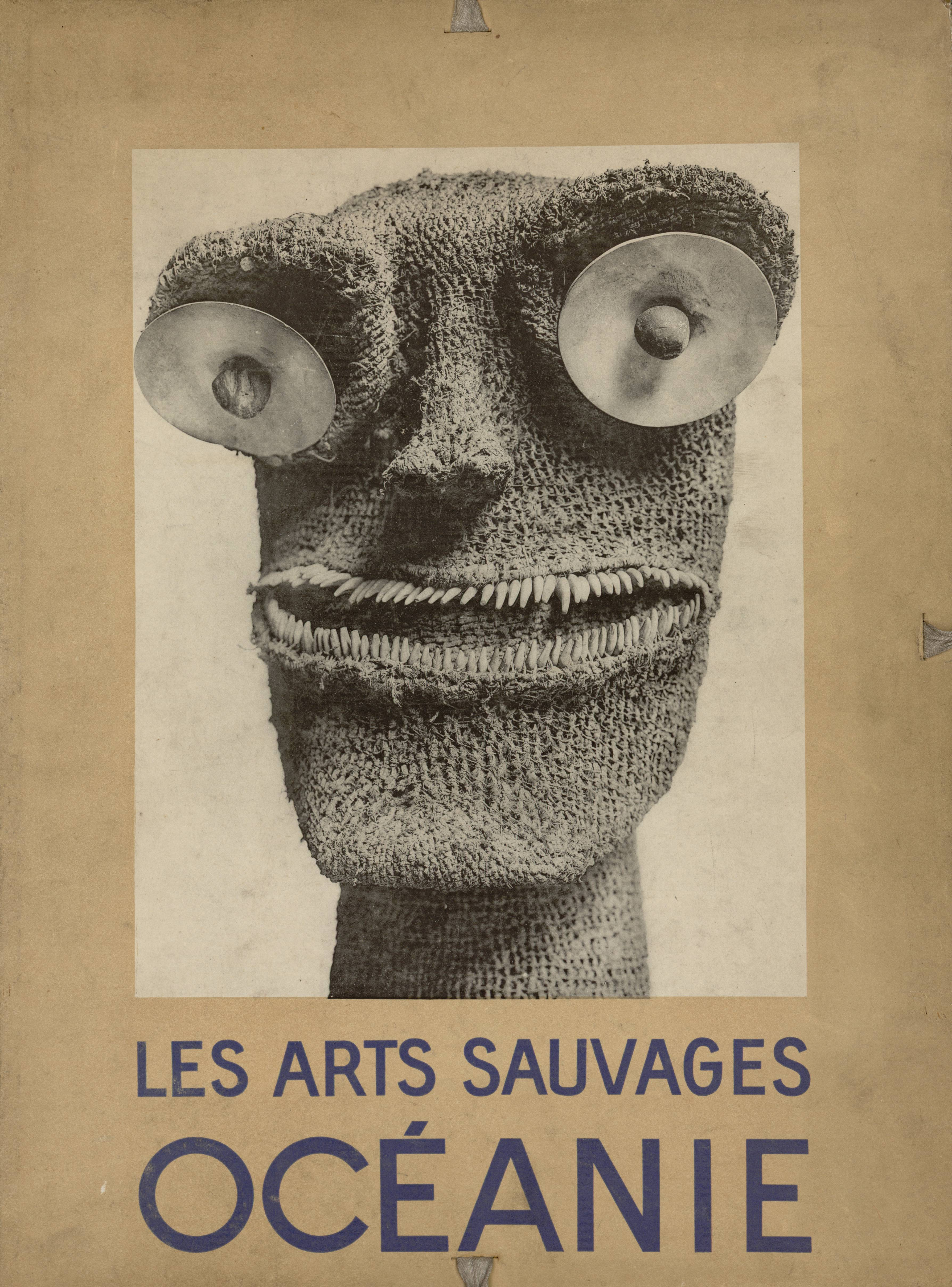
AHCB. Les arts sauvages : Océanie. Primera edició

Pel que fa al fons fotogràfic personal, es conserva a l'Arxiu Fotogràfic de Barcelona. Aplega fotografies de vistes d'indrets de Catalunya, majoritàriament de les comarques gironines de les quals destaca una petita col·lecció de vistes geològiques d'Olot i rodalia. També hi ha imatges d'Andalusia i Itàlia. Així mateix el fons conté fotografies que reprodueixen documents.